# Francesc d'Assís Valls i Ronquillo
Francesc d'Assís Valls i Ronquillo (Olesa de Montserrat, 26 de febrer de 1835 - Barcelona, 1907) fou un pedagog català especialitzat en l'ensenyament audiofònic. Vocal de la Junta d'Instrucció Pública de la província de Barcelona i president de la Societat Barcelonesa d'Amics de la Instrucció.

## Biografia
L'any 1871 va publicar un Manual per a ús docent on hi ensenyava noves tècniques audiofòniques. L'any 1872 va ser nomenat director de l'Escola de Cecs i Sords-muts de Barcelona. Ampliant el seu Manual de 1871 l'any 1888 va publicar Memoria relativa a la Escuela Municipal de Ciegos y de Sordo-Mudos de Barcelona, treball que fou presentat a l'Exposició Universal de 1888.

## Distincions
El 31 de desembre de 1871 fou condecorat pel govern de S.M. Amadeu I, a proposta de l'ajuntament de Barcelona amb el títol de Cavaller de la Reial i Distingida Ordre de Carles III. Aquesta condecoració porta el lema llatí «Virtuti et merito» i reconeix aquelles persones que han destacat especialment per les seves bones accions en benefici d'Espanya i la Corona. Valls i Ronquillo, però, segons informació apareguda a la publicació Ilustración del Profesorado Hispano Americano Colonial, mai va voler ostentar aquesta condecoració i hi va renunciar.